# Бланкильо
Бланкильо (исп. Blanquillo) — населённый пункт в центральной части Уругвая, в департаменте Дурасно.

## География
Расположен в 125 км от административного центра департамента, города Дурасно и в 270 км от столицы страны, Монтевидео. Через Бланкильо проходит автомобильная дорога № 43, а также железнодорожная ветка Флорида-Ла-Палома. Абсолютная высота — 69 метров над уровнем моря.

## История
Согласно постановлению № 13.299, 17 ноября 1964 года Бланкильо получил статус села (Pueblo).

## Население
Население Бланкильо по данным на 2011 год составляет 1084 человека.
| Год  | Население |
| ---- | --------- |
| 1908 | 3528      |
| 1963 | 1008      |
| 1975 | 1053      |
| 1985 | 987       |
| 1996 | 1099      |
| 2004 | 1162      |
| 2011 | 1084      |

Источник: Instituto Nacional de Estadística de Uruguay